# Brouwerij Roegiers (Gent)
Brouwerij Roegiers is een voormalige brouwerij gelegen in de Kerkwegel 1 te Gent en was actief van 1838 tot 1923. De gebouwen zijn momenteel vermeld op de lijst van onroerend erfgoed. 

## Gebouwen
Van de voormalige brouwerij werden het brouwershuis en kelder van de brouwerij behouden. Het woonhuis beslaat 2 bouwlagen met een zadeldak met de nok op de straatkant en dateert uit 1838.  Een rechts aangebouwde vleugel gebruikte men om te brouwen. In 1866 werden er brouwgebouwen bijgebouwd. Maar deze zijn reeds gesloopt. 